# Федотово (Правдинський район)
Федо́тово (рос. Федотово), до 1928 року — Ґрос Плауен (нім. Groß Plauen), до 1947 року — Плауен (нім. Plauen) — селище в Правдинському районі Калінінградської області Російської Федерації. Входить до складу Правдинського міського поселення.

## Історія
Маєток Ґрос Плауен побудований у XVIII столітті, належало сімейству фон Вайс. У 1910 році в ньому мешкало 213 осіб. В ході боїв Першої світової війни садиба була зруйнована, відновлена в 1920 році. У 1928 році Ґрос Плауен був перейменований у Плауен. Населення в 1933 році становило 350 жителів, в 1939 році — 399 жителів.
25 січня 1945 року Плауен був захоплений Червоною армією, 1947 року перейменований у Федотово.